# یوی‌وین تایا
یوی‌وین‌تایا سردار پادشاهی وی شمالی بود که در سال ۵۳۴ زمام امور نیمه غربی قلمروی پادشاهی وی شمالی را به دست گرفت. در نیمه شرقی پادشاهی وی شمالی سرداری به نام قائو خوآن دست به شورش زده بود و با تصرف پایتخت، لوئویانگ،‌ قدرت را قبضه کرد. پادشاه از لوئویانگ به شهر غربی چانگ‌أن نزد سردار یوی‌وین‌تایا فرار کرد. به این ترتیب قلمروی وی شمالی به دو پادشاهی وی غربی و شرقی تقسیم شد. اندکی بعد در سال ۵۵۷ پسر یوی‌وین‌تایا، آخرین شاه دست‌نشانده وی، را سرنگون و سلسله چژو شمالی را تاسیس کرد.  